# Obserwatorium Licka

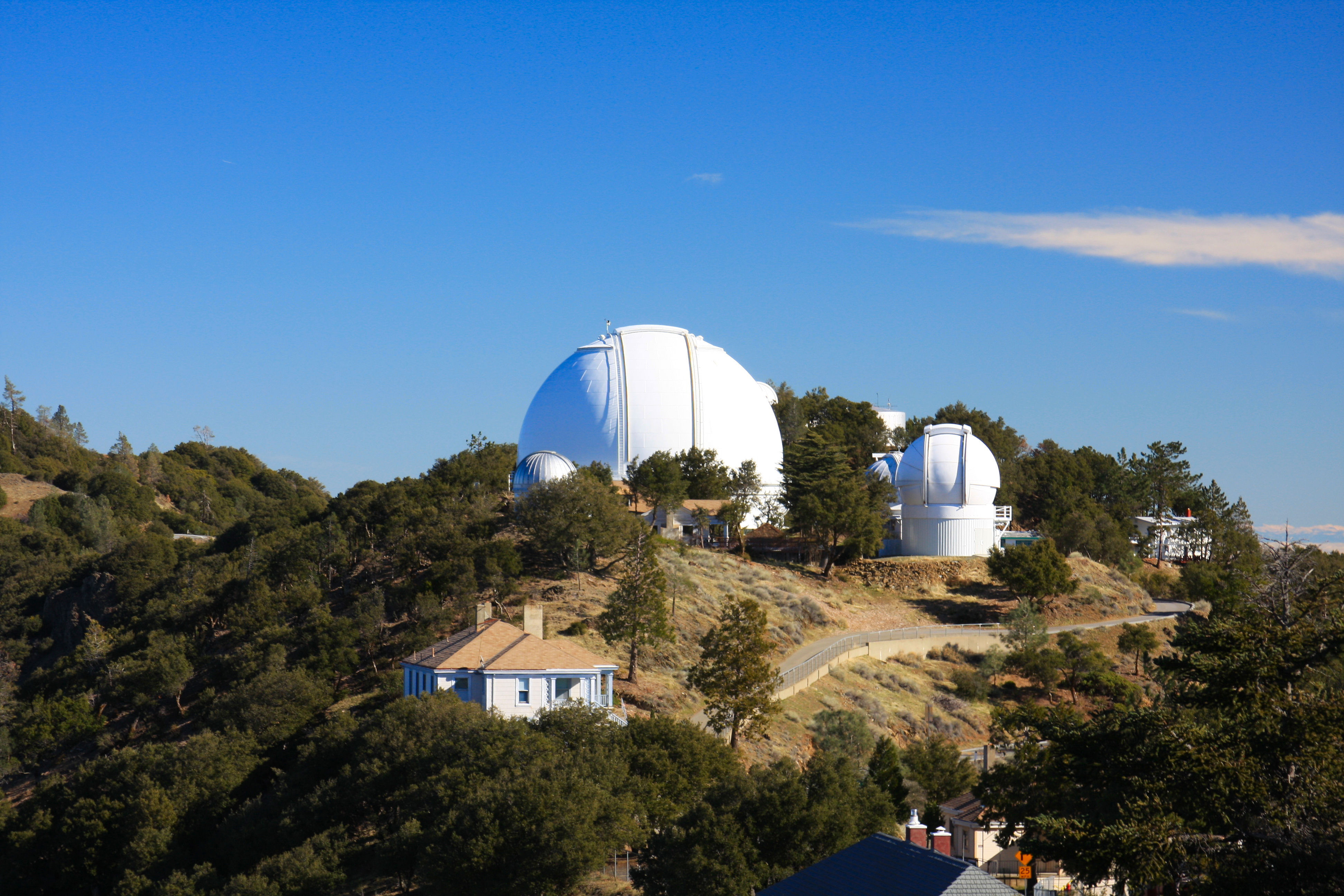
Ogólny widok na obserwatorium, na pierwszym planie kopuła teleskopu Shane’a.

Obserwatorium Licka (ang. Lick Observatory) – obserwatorium astronomiczne, będące własnością Uniwersytetu Kalifornijskiego i zarządzane przez jego oddział w Santa Cruz. Znajduje się na szczycie góry Mount Hamilton na wschód od San Jose, w Kalifornii, na wysokości 1283 m n.p.m..

## Historia
Obserwatorium Licka było pierwszym na świecie górskim obserwatorium, w którym na stałe przebywali astronomowie. Budynek został wybudowany w okresie 1876–1887 dzięki środkom przekazanym w testamencie przez Jamesa Licka (stolarza, producenta fortepianów, milionera). Oddany do użytku 3 stycznia 1888 roku refraktor o średnicy soczewki 91 cm (36 cali) był największym teleskopem na świecie, zanim uruchomiono teleskop Yerkesa o średnicy 104 cm.
W nocy 21 maja 1939 roku, we mgle, w główny budynek Obserwatorium uderzył amerykański bombowiec Northrop A-17. W wyniku uderzenia śmierć poniosła załoga samolotu i jeden pracownik Obserwatorium. Instrumenty ani zbiory klisz fotograficznych nie uległy uszkodzeniu.

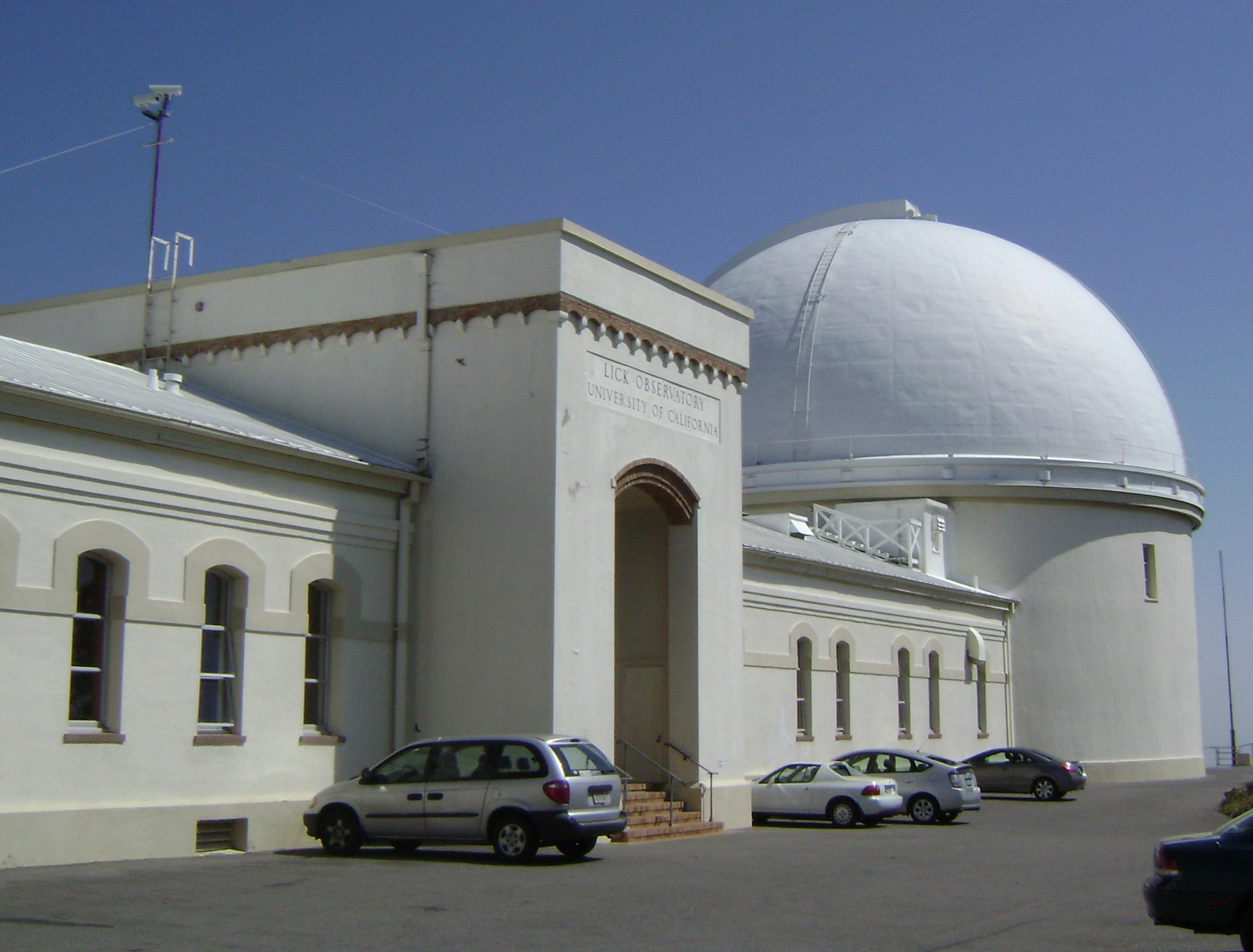
Główny budynek obserwatorium i południowa kopuła mieszcząca 36-calowy teleskop Licka.

## Współczesne wyposażenie
W Obserwatorium znajdują się m.in. poniższe instrumenty:
- reflektor Shane’a (o średnicy 305 cm), oddany do użytku w 1960 roku
- spektrometr Hamiltona
- Automated Planet Finder (APF) – automatyczna kamera, wykrywająca planety krążące wokół innych gwiazd, o średnicy 240 cm, oddana do użytku w 2011 roku[5]
- reflektor Anny L. Nickel (100 cm)
- wielki refraktor Licka (90 cm)
- reflektor Crossleya (90 cm)
- Automatyczna Kamera Katzmana (Katzman Automatic Imaging Telescope, KAIT) (76 cm)
- pomocniczy teleskop Code'a (60 cm)
- reflektor Tauchmanna (50 cm)
- podwójny refraktor (astrograf) Carnegie (50 cm)
- kamera kometarna CCD (z obiektywem Nikona 135 mm).

## Ciekawsze odkrycia dokonane w Obserwatorium Licka
W Obserwatorium dokonano wielu ciekawych i ważnych odkryć astronomicznych, np.:
| - kilka księżyców Jowisza, m.in.: - Amaltea - Elara - Himalia - Lizytea - Sinope - planetoida bliska Ziemi (29075) 1950 DA | - kilkanaście planet pozasłonecznych, m.in.: - układ podwójny z pięcioma planetami - 55 Cancri - układ z czterema planetami: - Ypsilon Andromedae (razem z Obserwatorium Whipple’a) - układy z dwiema planetami: - HD 38529 (z Obserwatorium Kecka) - HD 12661 (z Obserwatorium Kecka) - Gliese 876 (z Obserwatorium Kecka) - 47 Ursae Majoris |  |  |

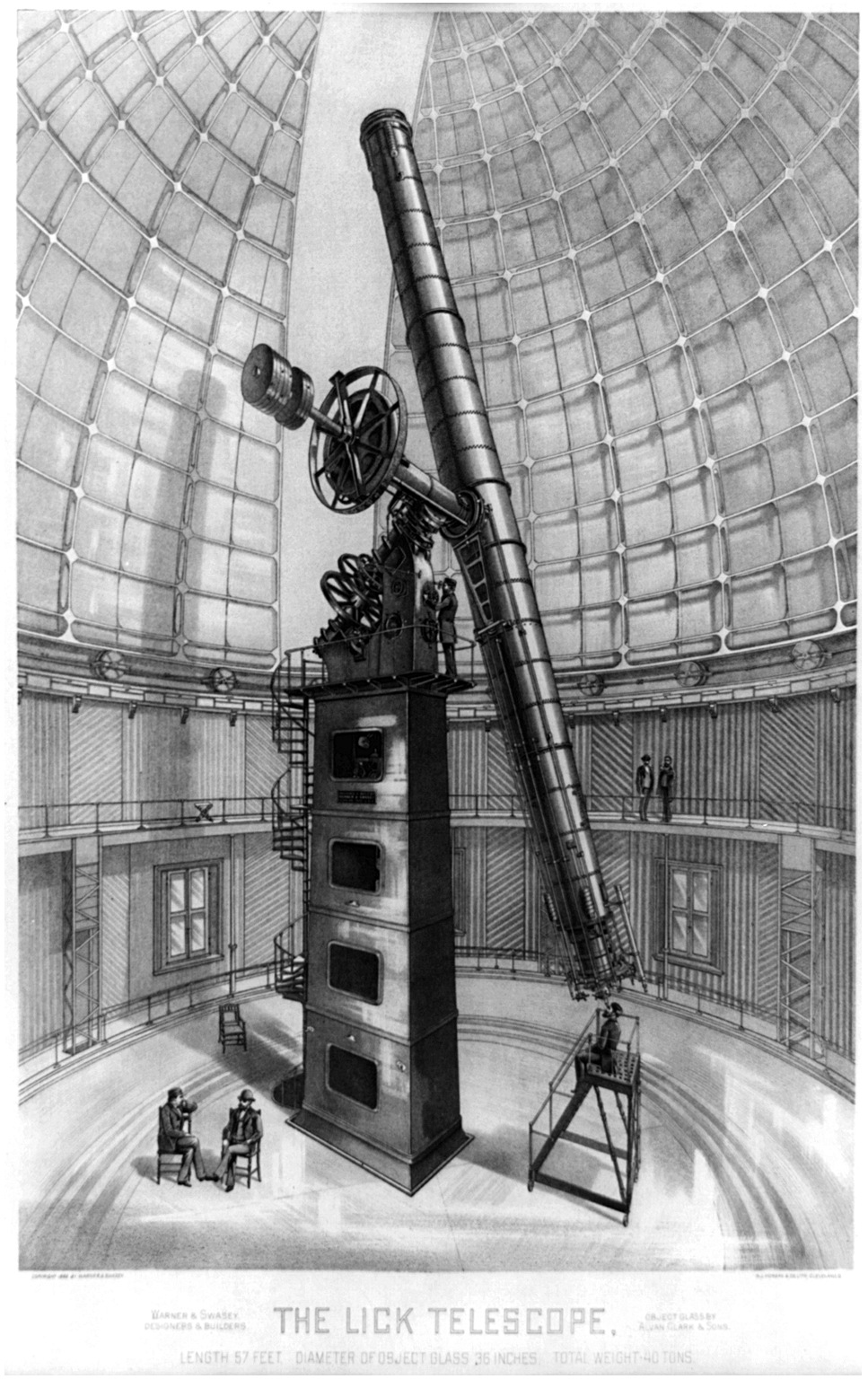
Teleskop Licka, według ryciny z 1889 roku

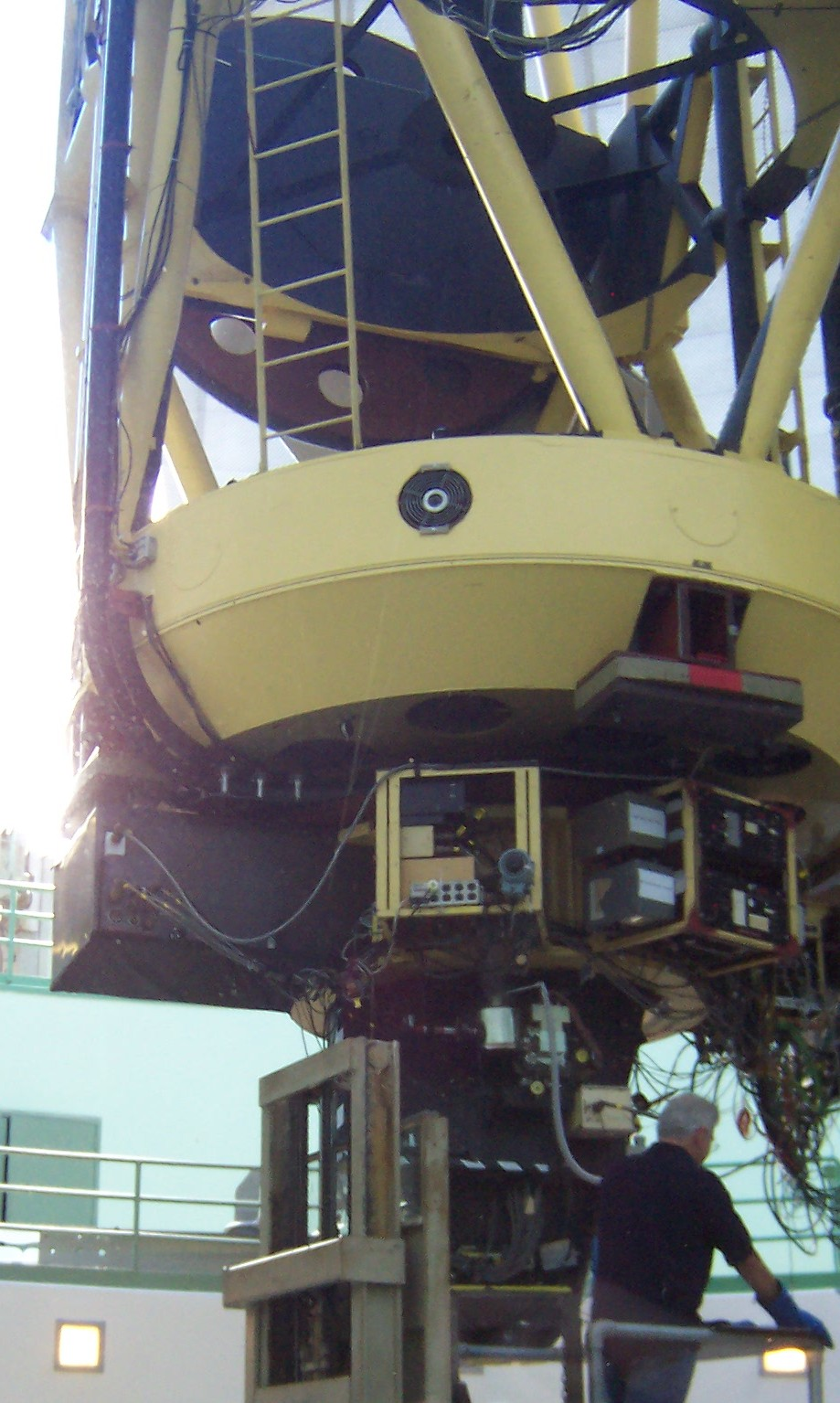
3-metrowy teleskop Shane’a – zwierciadło znajduje się wewnątrz żółtego pierścienia. Kopuła jest otwarta za dnia z powodu prac serwisowych